# Uniforme du corps diplomatique

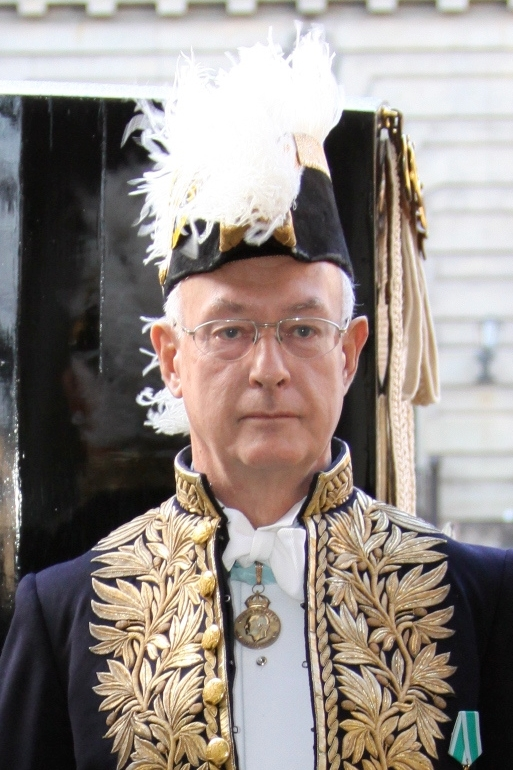
en uniforme de diplomate suédois, 2011.

Les uniformes du corps diplomatique sont des uniformes civils portés par les ambassadeurs et les consuls lors de cérémonies publiques. Ils apparaissent en Europe vers 1800 et sont inspirés des tenues de cours. La plupart des pays les abandonnent au cours de la seconde moitié du XXe siècle, mais certains diplomates continuent à les arborer lors de cérémonies particulièrement solennelles comme la remise de lettres de créance.

## Historique

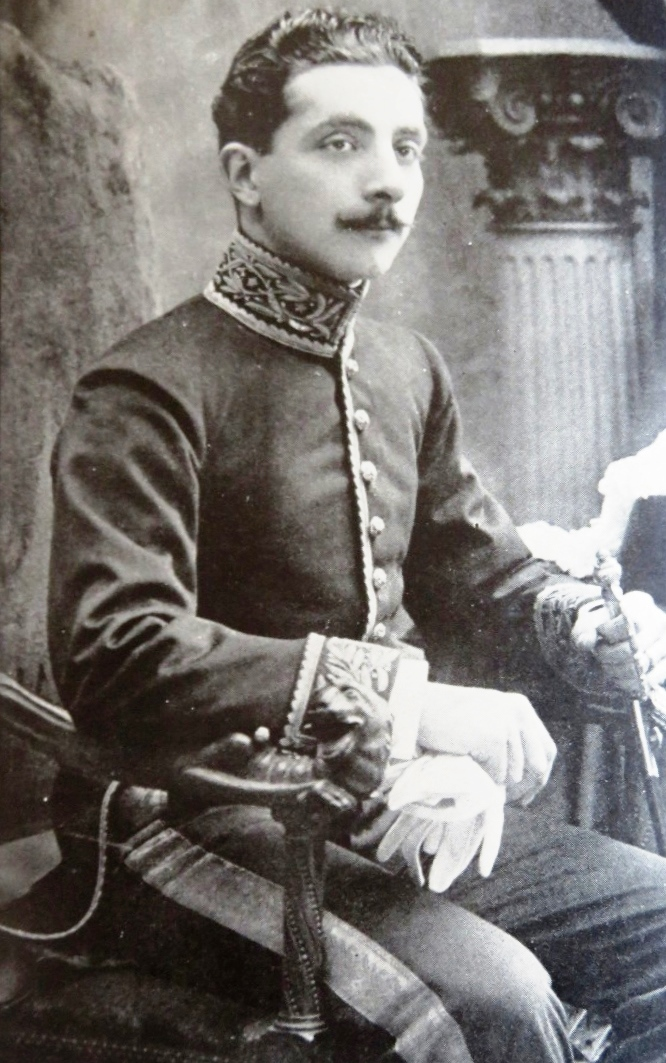
en tenue de diplomate chilien, 1906

Jusqu'au XVIIIe siècle, les diplomates (issus principalement de la haute noblesse) portaient leurs propres habits de cour lors des cérémonies officielles. Les premiers uniformes diplomatiques sont créés en France en 1781 et leur principe est rapidement adopté par les autres états européens. Ils accompagnent ainsi la course aux réformes administratives issues de la Révolution française et des guerres napoléoniennes. 
Dans de nombreux pays, les uniformes du corps diplomatique ont été les premiers uniformes civils à apparaître, avant, notamment, ceux des préfets. L'avantage de ces uniformes était multiple : ils évitaient au diplomate (qui n'avait parfois plus de fortune personnelle très importante) l'entretien d'une garde-robe personnelle ruineuse pour les cérémonies officielles ; ils mettaient en outre en avant la fonction de diplomate plus que celui qui en était revêtu.
Au cours du XIXe siècle, de nombreux pays non-européens adoptèrent des uniformes « à l'européenne » pour leur corps diplomatique. L'un des exemples notables est celui du Japon sous l'Ère Meiji, où les uniformes à l'européenne remplacent officiellement les tenues traditionnelles en 1872. Une étude détaillée des uniformes militaires et civils, parue en 1929, montre que la plupart des états au monde ont adopté un uniforme diplomatique, à l'exception cependant des états créés à la suite de la Première Guerre mondiale et de ceux d'Afrique. Les uniformes sont assez semblables d'un pays à l'autre : bicorne, frac, etc. Les broderies et autres passementeries permettent de distinguer les pays et, au sein de ceux-ci, les fonctions (ambassadeurs, premier secrétaire, deuxième secrétaire, etc.) L'uniforme du corps consulaire, quand il existe, est plus simple que celui des ambassades. Au Royaume-Uni, par exemple, les broderies sont d'argent et non d'or.
Après la Seconde guerre mondiale, les uniformes diplomatiques connaissent, à l'instar des tenues militaires, d'importantes simplifications et leur usage tend à disparaître. Cela traduit une simplification notoire des modes de vie et des cérémonies et réceptions formelles pour lesquelles ils étaient employés. De nos jours, seuls les chefs de mission, c'est-à-dire les ambassadeurs, portent encore parfois un uniforme en de rares occasions : présentation des lettres de créance, présentation des vœux du nouvel an au corps diplomatique, enterrements ou mariages très solennels (d'un roi, d'un pape, d'un chef d'état), etc.
Lors des vœux du nouvel an au Vatican en 2001, les ambassadeurs de Belgique, d'Espagne, de France, de Monaco, des Pays-Bas, du Royaume-Uni et de Thaïlande étaient en uniforme.

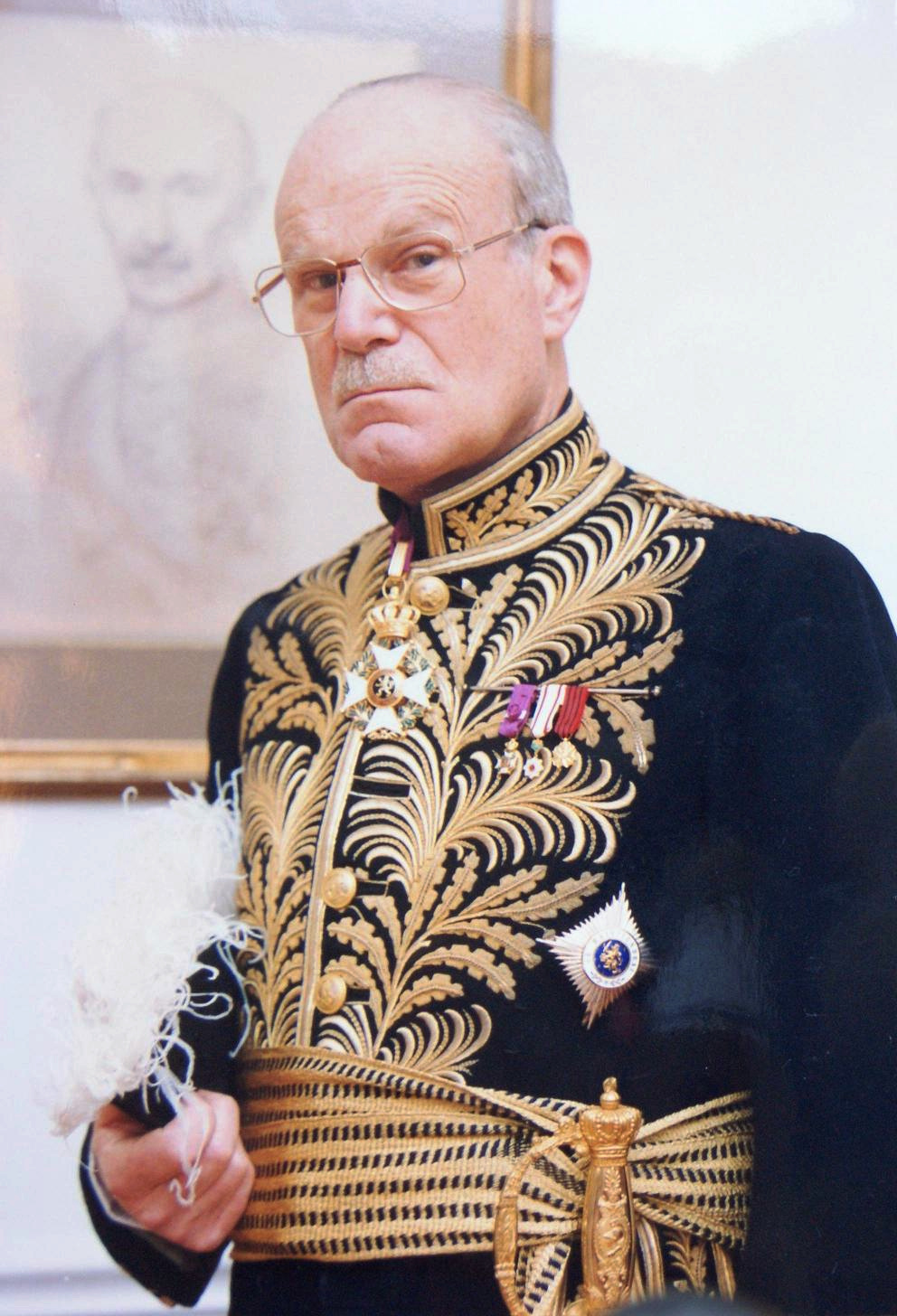
Henri Beyens en uniforme d'ambassadeur belge

## Composition

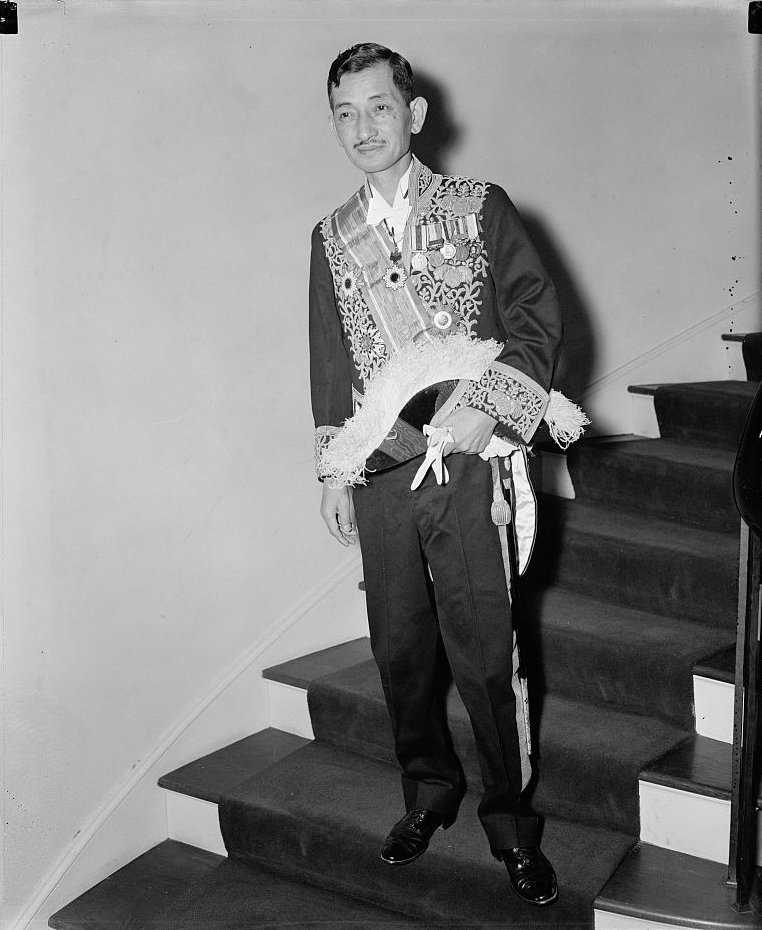
Uniforme d'ambassadeur japonais avec ses broderies particulières au motif de paulownia, 1937.

Les uniformes du corps diplomatique ont généralement suivi au XIXe siècle l'évolution des costumes de cour. Ils se composaient souvent d'un frac à col droit, d'une culotte à la française (héritage de l'Ancien Régime) ou d'un pantalon, d'un bicorne et d'une épée. Cette dernière était aussi un héritage de l'Ancien Régime où seuls les gentilshommes - qui jouissaient du privilège du port de l'épée - s'occupaient de diplomatie.
Il existait deux types d'uniformes : celui de grande cérémonie pour les cérémonies et occasions officielles, et celui de petite cérémonie pour les occasions moins formelles. La distinction se voyait surtout au niveau des broderies, moins abondantes. En revanche, le corps diplomatique ne portait pas l'uniforme au quotidien. Pour les tâches courantes et/ou de bureau, il revêtait une tenue de ville ordinaire.
Actuellement, seul le grand uniforme, qui a parfois évolué, est encore porté. Son coût de fabrication très élevé ne joue pas en faveur de son maintien. Certains ambassadeurs utilisent parfois d'anciens uniformes, par souci d'économie.
Les broderies, dont la richesse augmente avec le rang de celui qui porte l'uniforme, permettent de distinguer les pays, et au sein de ceux-ci, les différents corps d'état. En France, par exemple, la pensée est réservée aux ambassadeurs. Le corps diplomatique portugais use du chêne (feuilles et glands). Les Espagnols ont toujours un col et des manchettes rouges.

## Uniformes du corps diplomatique par pays

### Allemagne
En 1817, la Prusse instaure pour ses diplomates un uniforme se composant d'un frac de couleur bleu-foncé au col et aux manchettes en velours noir brodé de feuilles de chêne d'or. En 1888, l'Empire allemand introduit l'Altbrandenburgischer Waffenrock (en) (tunique d'armes), un long manteau de style militaire, semblable à l'uniforme des fonctionnaires de haut rang. Dans les faits, dans cet empire très militarisé, l'uniforme militaire a souvent été porté à la place de l'uniforme civil. En effet, nombre de diplomates étaient des officiers de réserve, et il était d'ailleurs pratiquement impossible sous l'empire d'être un haut fonctionnaire sans être aussi dans la réserve.
Les uniformes du corps diplomatique ont été abandonnés sous la République de Weimar, puis réintroduits par le Régime nazi, grand adepte des uniformes en général. Le concepteur de ces derniers, Benno von Arent, dote les diplomates d'un manteau bleu foncé brodé de feuilles de chêne d'argent, d'une ceinture d'argent, d'une fourragère d'argent et d'une dague.

### France
Le premier texte à réglementer le costume des ambassadeurs et ministres plénipotentiaires date du 15 avril 1882. Auparavant, les ambassadeurs français portaient les tenues des ministres.
L'uniforme de 1882 se compose pour tous les diplomates : 
- d'un habit « bleu national » (bleu nuit) à boutons dorés décorés de faisceaux républicains entourés de branches de feuillage (surchargés en plus du RF, pour République Française, à partir de 1903), et orné de broderies. Ces dernières représentent des feuilles de pensées, des rinceaux et des feuilles découpées ;
- d'un gilet blanc ou bleu ;
- d'une culotte blanche, ou d'un pantalon blanc ou bleu à ganse dorée ;
- d'un bicorne à plumes d'autruche (blanches pour les ambassadeurs et ministres plénipotentiaires, noires sinon) ;
- d'une épée en bronze doré à fusées de nacre.

L'importance des broderies détermine le rang du diplomate : 
- les ambassadeurs et ministres plénipotentiaires portent des broderies sur la majeure partie du plastron, au collet, aux parements (manchettes), à l'écusson de taille (au bas du dos), aux bouquets de poche et ont une baguette et un bord courant tout autour de l'habit ;
- les conseillers d'ambassade et consuls généraux portent des broderies simples sur le plastron, au collet, aux parements, à l'écusson de taille et ont une baguette tout autour de l'habit ;
- les secrétaires d'ambassades et conseillers de 1re et 2e classes portent des broderies au collet, aux parements, à l'écusson de taille et ont une baguette tout autour de l'habit ;
- les secrétaires de 3e classe portent des broderies au collet, aux parements, à l'écusson de taille.

À noter que les ambassadeurs portent en plus une ceinture-écharpe en fils d'or et soie blanche, et les ministres plénipotentiaires en fils d'or et soie ponceau. Par ailleurs, de 1883 à 1903, les vice-consuls, chanceliers et interprètes de 1re et 2e classes ont pour broderies des feuilles d'olivier. Les broderies sont ensuite celles du corps diplomatique ordinaire. Au milieu du XXe siècle, une évolution de l'uniforme est à noter et une casquette remplace le bicorne.
De nos jours, les agents diplomatiques français ne portent plus l'uniforme à l'exception de quelques ambassadeurs par volonté personnelle ou par obligations du pays auprès duquel le chef de mission est accrédité (le Royaume-Uni, la Belgique, la Suède, le Danemark, la Norvège, l'Espagne, le Japon, le Vatican, par exemple, pour la remise des lettres de créance au souverain). L'uniforme porté est celui de grande cérémonie, avec bicorne et épée, comme l'ambassadeur Jean Guéguinou, lors de la présentation de ses lettres de créances au pape Jean-Paul II le 24 octobre 1998.
La tenue formelle pour les grandes cérémonies, sinon, est le frac.

### Ordre souverain de Malte
Les ambassadeurs de l'ordre souverain de Malte portent, en tant que membres de l'Ordre, l'uniforme militaire des chevaliers de Malte (veste rouge, pantalon bleu nuit). Les différences de broderies et de couleurs des parements sont celles des différentes classes et catégories de chevaliers. La seule distinction réside dans la couleur des plumes du bicorne : blanches (alors qu'elles sont d'ordinaire noires pour les chevaliers de l'Ordre).

### Royaume-Uni

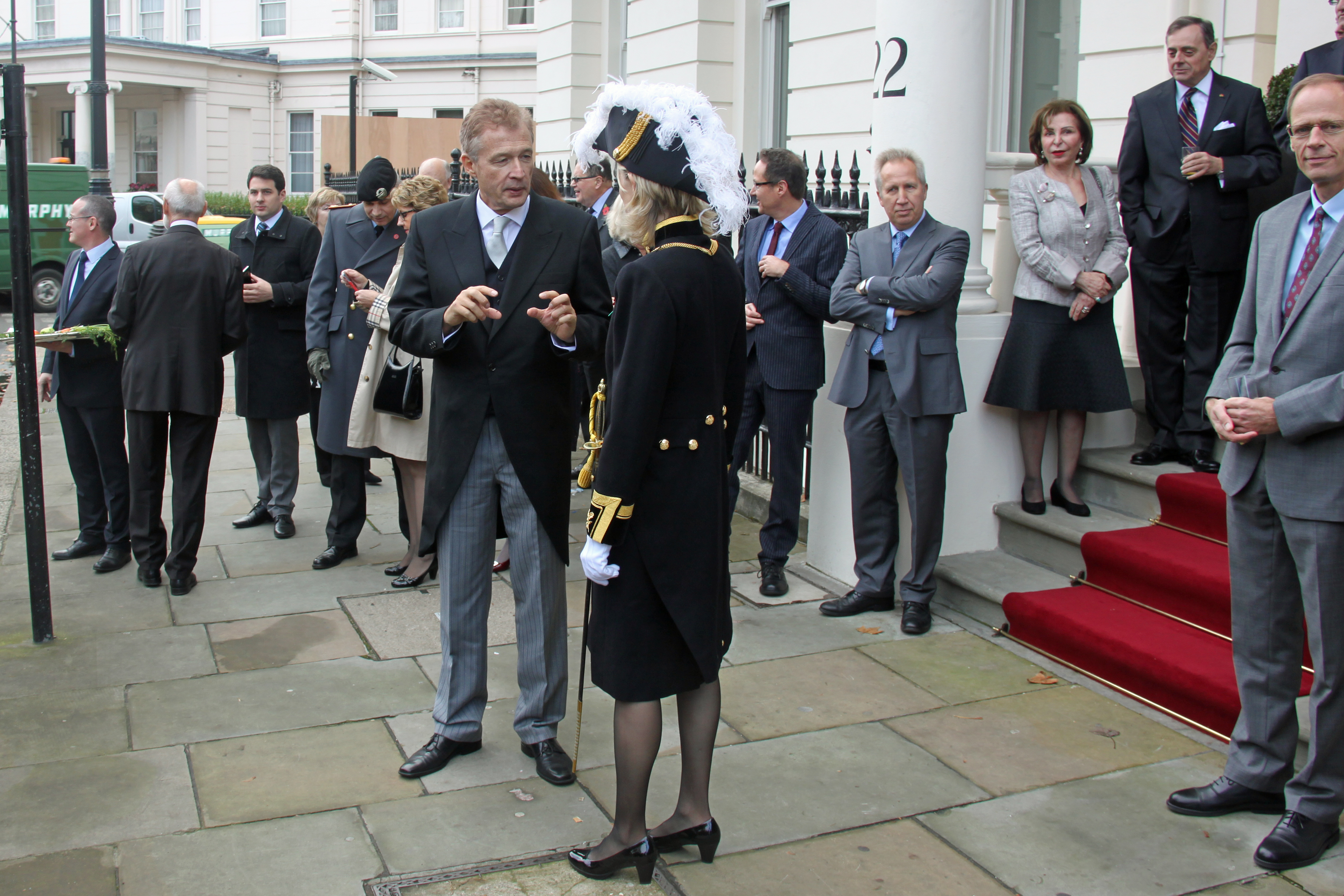
Uniforme féminin du corps diplomatique, portée par la Vice-Marshal du corps diplomatique en 2014

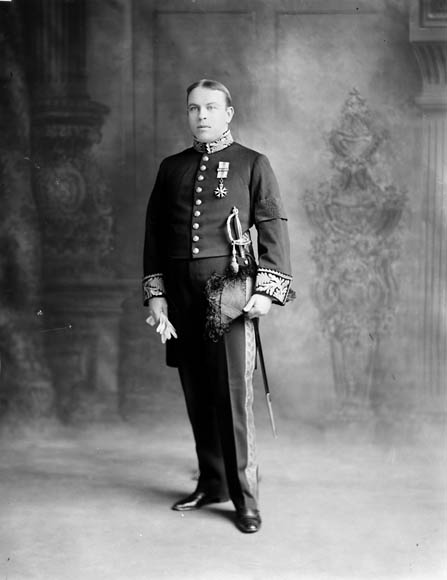
Le Premier ministre canadien William Lyon Mackenzie King en grand uniforme, dit court uniform, 1910

Les diplomates britanniques portaient un uniforme composé d'un frac bleu foncé aux col, plastron, manchettes et revers brodés de feuilles de chêne d'or, d'un pantalon blanc ou bleu foncé, à ganse dorée, et d'un bicorne à plumes d'autruche blanches. Dans les pays au climat chaud, l'uniforme était similaire mais blanc.
Les broderies des uniformes d'ambassadeurs, toujours d'or, étaient les plus larges et les plus importantes. Elles diminuaient en fonction du rang. Les broderies du corps consulaires étaient d'argent.
Depuis la fin du XXe siècle, le port de cet uniforme est devenu plus rare. Il est conservé pour certaines occasions très formelles, et encore cela dépend-il du pays d'accueil. Il est loin le temps où, avant 1965, les Foreign Office Regulations and Consular Instructions imposaient aux diplomates de faire l'acquisition de l'uniforme après leur période de probation.

### Russie et Union soviétique

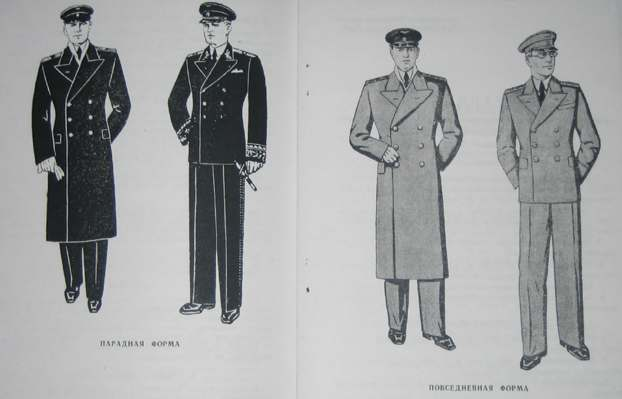
Extrait du règlement soviétique de 1943 portant sur les uniformes diplomatiques

En 1834, l'Empire russe crée des uniformes pour son corps diplomatique. Portés jusqu'en 1917, ils se composent d'un vêtement vert foncé (parfois noir) et d'un bicorne. Des variantes (six en 1904) distinguent les rangs et la nature des cérémonies au cours desquelles l'uniforme doit être porté : culotte en présence de l'empereur, bicorne pour les cérémonies très formelles, casquette ailleurs, etc.
Après la Révolution russe de 1917, un document intitulé Instructions sur l'adhésion aux règles de l'étiquette bourgeoise du ministère des Affaires étrangères précise que les diplomates bolcheviques doivent porter une veste lors des cérémonies formelles. De 1923 à 1924, les journaux moscovites débattent vivement à ce sujet, se demandant si le port de la tenue civile occidentale et ainsi de « symboles de la société bourgeoise, qui sont tout à fait étrangers à l'esprit de l'État ouvrier et paysan » était approprié, ou s'il était nécessaire de créer un uniforme soviétique pour le corps diplomatique.
Il faut finalement attendre 1943 pour que le ministère des Affaires étrangères mette en place un uniforme pour le corps diplomatique. L'uniforme de port quotidien est gris, et celui de cérémonie est noir et s'accompagne d'une dague. La casquette est ornée de l'insigne du corps diplomatique. À noter que l'uniforme de cérémonie noir s'apparentait à celui des officiers nazis SS, ce qui valut au diplomate soviétique Victor Israelyan d'être salué, par méprise, d'un « Heil Hitler ! » par un prisonnier allemand.

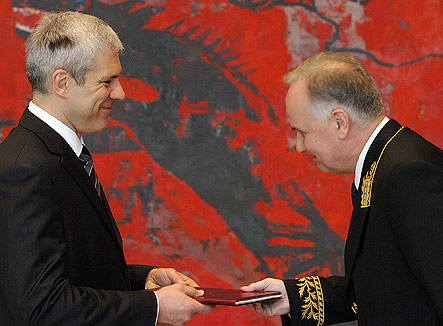
L'ambassadeur russe Alexander Konuzin en uniforme, présentant ses lettres de créances au président serbe Boris Tadić, 2008.

Le port de l'uniforme pour tous les diplomates soviétiques est officiellement abandonné en 1954. Seuls les ambassadeurs continuèrent de porter la tenue, sans la dague, lors de certaines cérémonies. Les hauts fonctionnaires du ministère des Affaires étrangères, quant à eux, ont porté jusque dans les années 1980 une veste noire (ou blanche sous les Tropiques) à double boutonnage et aux parements au col et aux poignets brodés. Après l'éclatement de l'Union soviétique, tous ces uniformes ont cessé d'être portés, même si aucun texte ne les abolit officiellement. En 2001, un uniforme diplomatique noir, à l'imitation du modèle soviétique, a été réinstauré. Seuls les insignes et les parements ont été modifiés. Il est porté lors de cérémonies très formelles.

### Vatican
En ce qui concerne le Saint-Siège, on ne parle pas d'ambassadeurs mais de nonces. Ces derniers, ecclésiastiques, ne portent pas d'uniforme à proprement parler puisqu'ils portent la soutane, marque de leur état. Toutefois, ayant rang d'archevêques titulaires, ils bénéficient de privilèges propres à leur fonction : la moire de soie remplace la laine pour la calotte, la barrette et la ceinture. Ils ont également l'usage du ferraiolo en moire de soie.

### États-Unis d'Amérique

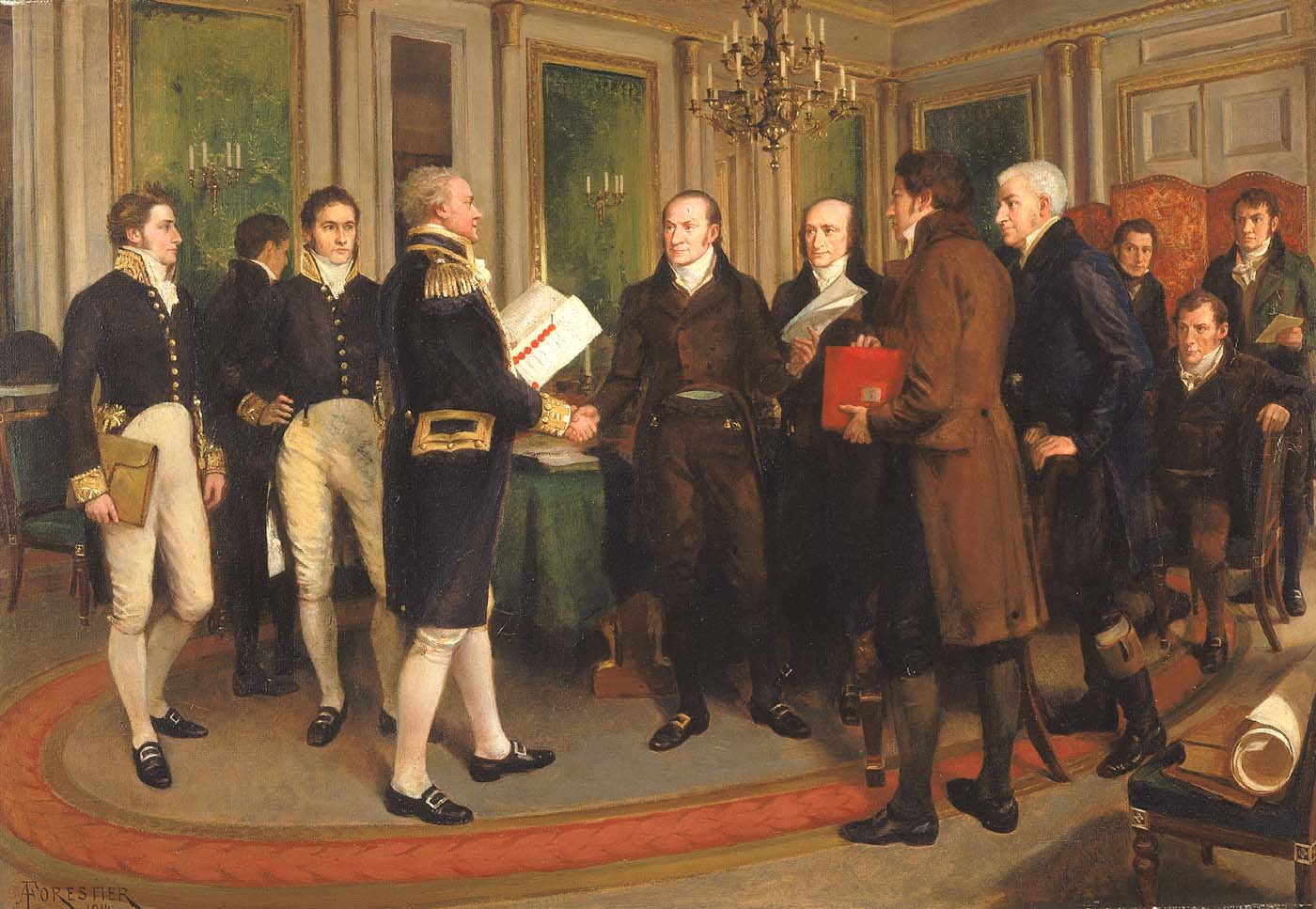
Les représentants du peuple américain en uniforme (à gauche) à la signature du traité de Gand en 1814

Les premiers uniformes de la diplomatie américaine apparaissent au traité de Gand en 1814, par décision du département d'État. Le secrétaire d'État John Quincy Adams recommande d'ailleurs en 1823 le port de cet uniforme pour tous les ministres américains en mission à l'étranger.
L'administration Jackson simplifie l'uniforme en 1829, qui consiste alors en un manteau noir avec une étoile d'or sur chaque côté du col, en une culotte noire ou blanche, en un tricorne orné d'une cocarde noire et l'aigle américain, et en une épée en acier monté avec un fourreau blanc. Cet uniforme n'avait cependant pas de caractère obligatoire, et certains fonctionnaires optaient pour des uniformes plus luxueux, en fonction de leur propre goût.
En 1853, le secrétaire d'État William L. Marcy signe une circulaire signifiant aux diplomates américains qu'ils ne doivent porter que le « simple dress of an American citizen » (l'habit ordinaire d'un citoyen américain). Le Congrès confirme l'abandon de l'uniforme en 1867, avec une résolution interdisant aux diplomates le port de tout « uniforme ou tenue officielle sans son accord express ».
Cette décision semble très sévère aux diplomates américains, d'autant que la tendance générale dans le monde est plutôt à l'inverse et que de nombreux pays dotent petit à petit leurs corps diplomatiques d'uniformes. Cette situation est notamment frappante en 1910, aux funérailles d'Édouard VII, lorsque Theodore Roosevelt est le seul étranger à ne pas porter, parmi les corps officiels étrangers, d'uniforme.
Dès lors, les diplomates et officiers consulaires américains s'autorisent à porter un uniforme de la U.S. Navy modifié, à l'instar d'autres corps d'État comme le Public Health Service Commissioned Corps ou le National Oceanic and Atmospheric Administration Commissioned Corps.
En 1937, Franklin D. Roosevelt rappelle officiellement que le port d'un uniforme ou d'une tenue officielle reste soumis à l'autorisation expresse du Congrès.
De nos jours, l'idée d'un uniforme pour la diplomatie américaine revient régulièrement, notamment lors de cérémonies officielles ; toutefois, cela nécessiterait l'adoption d'une loi comme le précise la section 1001 du Foreign Service Act de 1946.